# Giuseppe Maria Grimaldi
Giuseppe Maria Grimaldi (Francisé en Joseph-Marie Grimaldi) né à Moncalieri le 3 janvier 1754 mort à Verceil le 1er janvier 1830, ecclésiastique piémontais qui fut successivement évêque de Pignerol 1797 à 1803 évêque d'Ivrée et d'Aoste de 1805 à 1817 et archevêque de Verceil de 1817 à 1830.

## Biographie

### Origine
Giuseppe Maria Pietro Grimaldi est le fils du noble Filiberto Antonio et de Barbra Vittoria Alciati. Il nait à Moncalieri dans le Piémont le 3 janvier 1754 .Il entre dans la Compagnie de Jésus peu de temps avant sa suppression en 1773.  Carlo Giuseppe Filippa della Martiniana évêque de Saint-Jean-de-Maurienne (1757-1779) puis évêque de Verceil (1779-1802), l'ordonne prêtre le 24 janvier 1779 et il devient chanoine de la cathédrale de Verceil.

### Évêque de Pignerol
Giuseppe Maria Grimaldi est nommé à l'évêché de Pignerol par le roi Charles-Emmanuel IV de Sardaigne le 14 janvier 1797. Il est confirmé par le Pape Pie VI le 14 juillet et consacré à Rome le 6 août par le cardinal Hyacinthe-Sigismond Gerdil assisté de Nicola Buschi archevêque titulaire d'Éphèse (de) et Michele Di Pietro évêque titulaire d'Isauropolis (de). À la suite de la suppression de son évêche par la bulle pontificale du 1er juin 1803 il est transféré au siège d'Ivrée.

### Évêque d'Ivrée et d'Aoste
Giuseppe Maria Grimaldi après la suppression de son évêché de Pignerol est nommé évêque d'Ivrée le 1er février 1805 et l'on rattache à son siège le diocèse d'Aoste lui aussi supprimé le 30 avril 1803. Cette suppression entraine celle du chapitre général d'Aoste qui réussit toutefois à subsister comme Collégiale mais aussi celle du séminaire diocésain qui est établi à Ivrée.
Selon Joseph-Marie Henry, « Mgr Grimaldi, homme habile et patriarcal laisse la plus grande autonomie possible » au diocèse d'Aoste. En effet soucieux de ménager les susceptibilités locales il le dote comme vicaire général d'un chanoine valdôtain le prieur de Saint-Ours nommé Chrétien-Jean-Adam Linty, originaire de Gressoney-Saint-Jean qui administre le diocèse à la plus grande satisfaction des valdôtains jusqu'au départ de Giuseppe Maria Grimaldi et même avec le titre de vicaire apostolique jusqu'à sa propre mort le 8 mars 1818.

### Archevêque de Verceil
Lors de la réorganisation des évêchés qui intervient en 1817 et qui entraîne le rétablissement du siège d'Aoste séparé de celui d'Ivrée, Giuseppe Maria Grimaldi est choisi pour devenir le 1er archevêque de Verceil le 8 août 1817, il est confirmé par le Pape le 1er octobre 1817. Il meurt dans son archidiocèse le 1er janvier 1830.